# Uschebti

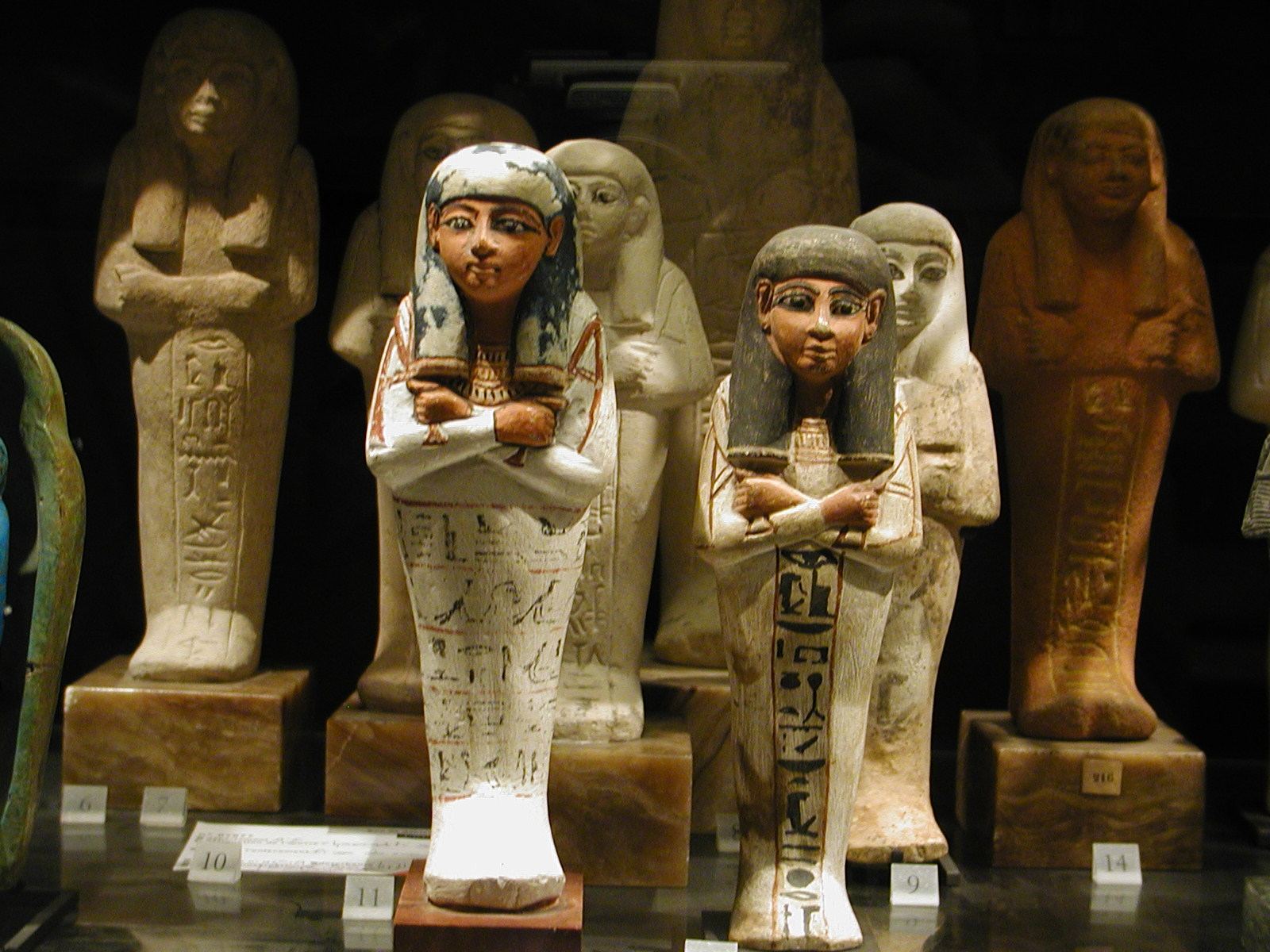
Altägyptische Uschebti im Louvre

Ein Uschebti, auch Schabti, Schawabti, ist in der Archäologie des alten Ägypten eine Statuette, häufig in Gestalt einer Mumie, welche seit dem Mittleren Reich einen Verstorbenen verkörpert.

## Beschreibung und Verwendung
Die ältesten Uschebtis bestanden aus Wachs oder Nilschlamm. Schon bald darauf wurden auch Stein, Holz oder Fayence als Material benutzt. Die Fayence wurde dabei häufig blau (blaugrün) glasiert. Fayence setzte sich wegen der Möglichkeit zur Serienproduktion durch. Gegen Ende des Neuen Reiches wurden Uschebtis ganz überwiegend aus diesem Material hergestellt. Extrem selten sind Bronze-Uschebtis. Ein Uschebti ist meist 10 bis 20 cm lang. Es gibt allerdings auch weit größere Exemplare. Die größte gefundene Uschebtifigur dürfte der lebensgroße Stein-Uschebti des Kenamun sein. Uschebtis wurden mit in das Grab gelegt, konnten aber auch an heiligen Orten deponiert werden, wodurch der Verstorbene oder eine Person symbolisch an diesem Ort anwesend sein konnte. So etwa besagte Uschebtifigur des Kenamun, die im Tempel aufgestellt war, „um die Arbeitsbefreiung an heiliger Stätte zu dokumentieren“. Vor allem vom Ende der 17. und vom Beginn der 18. Dynastie stammen zahlreiche grobe aus Holz geschnittene Uschebtis (stick shabtis), die meist nur eine kurze Inschrift tragen. Sie wurden von Freunden und Familienmitgliedern an den Grabkapellen deponiert. So konnten sie symbolisch dem Verstorbenen nahe sein.
Erst in der 18. Dynastie werden die Uschebtis in den Gräbern zur Regel. Hier hat er eine Helferfunktion. Der Verstorbene ruft nach der religiösen Vorstellung der alten Ägypter den Uschebti in der Totenwelt an, diverse Arbeiten – vor allem im landwirtschaftlichen Bereich – für ihn zu verrichten.

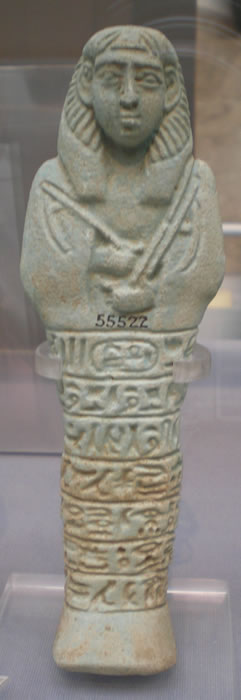
Uschebti der nubischen Königin Pianchher, Britisches Museum, London
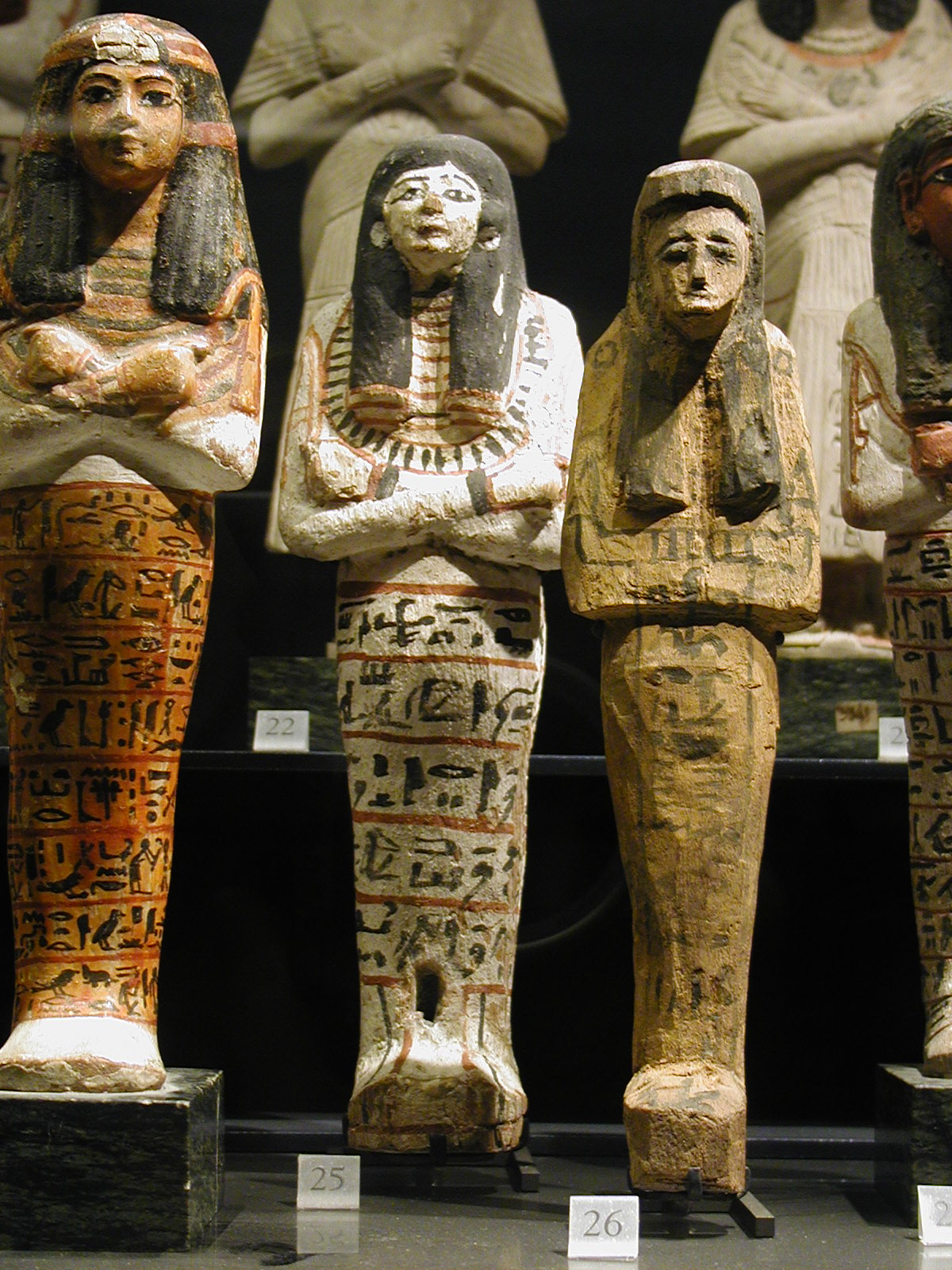
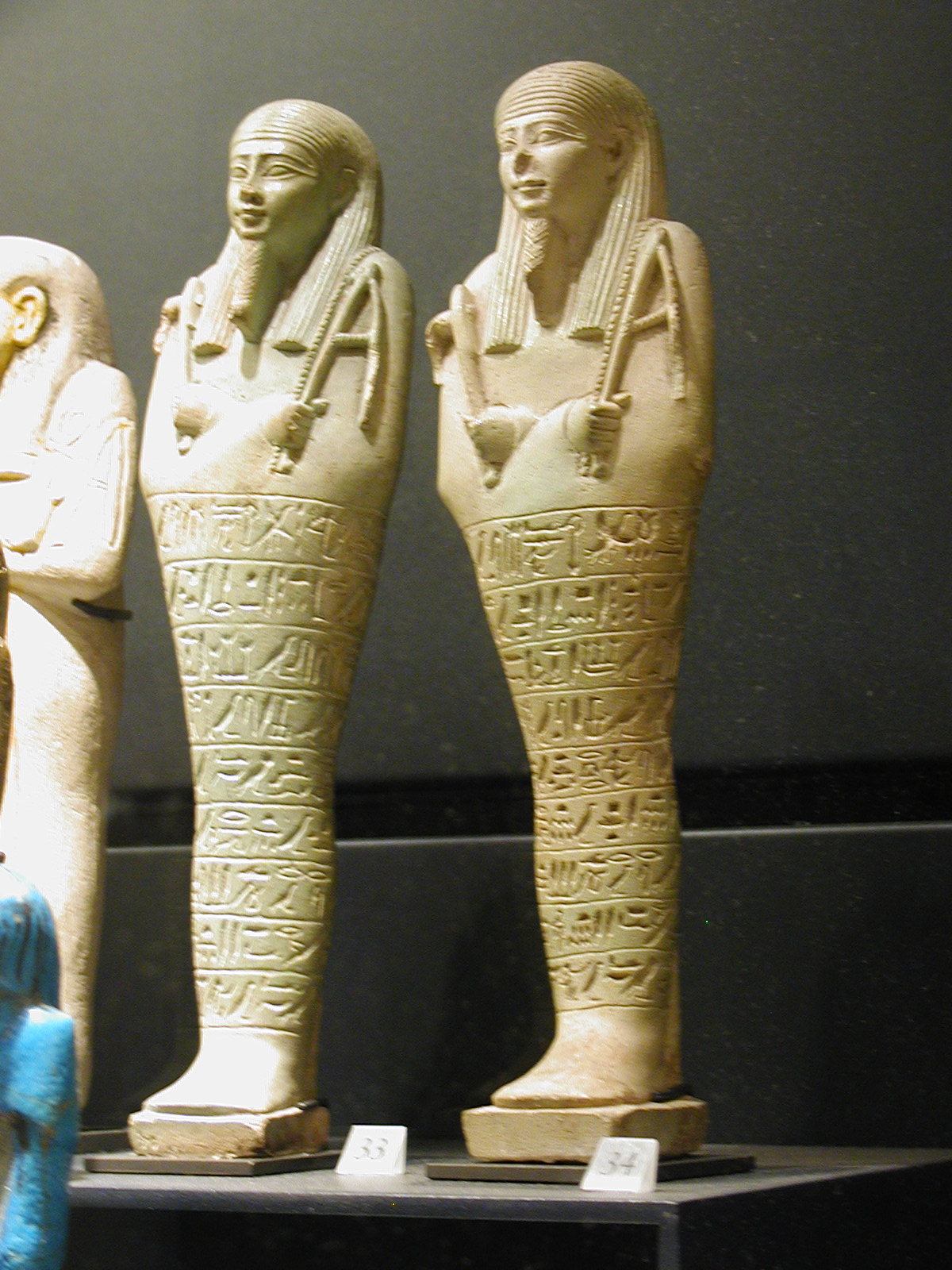
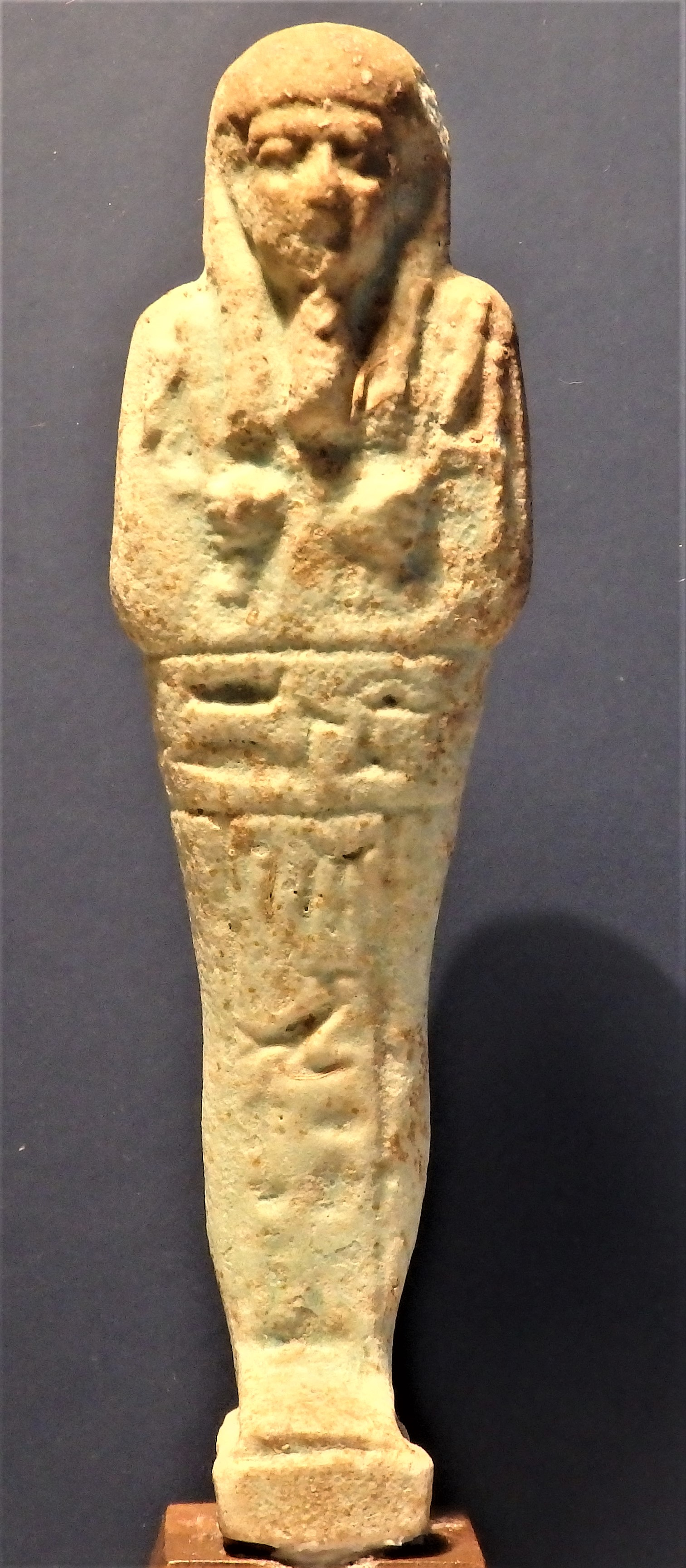
aus Fayence, 664–595 v. Chr., 11,7 cm Höhe, Inschrift: "Ein Osiris, erleuchtet ..."
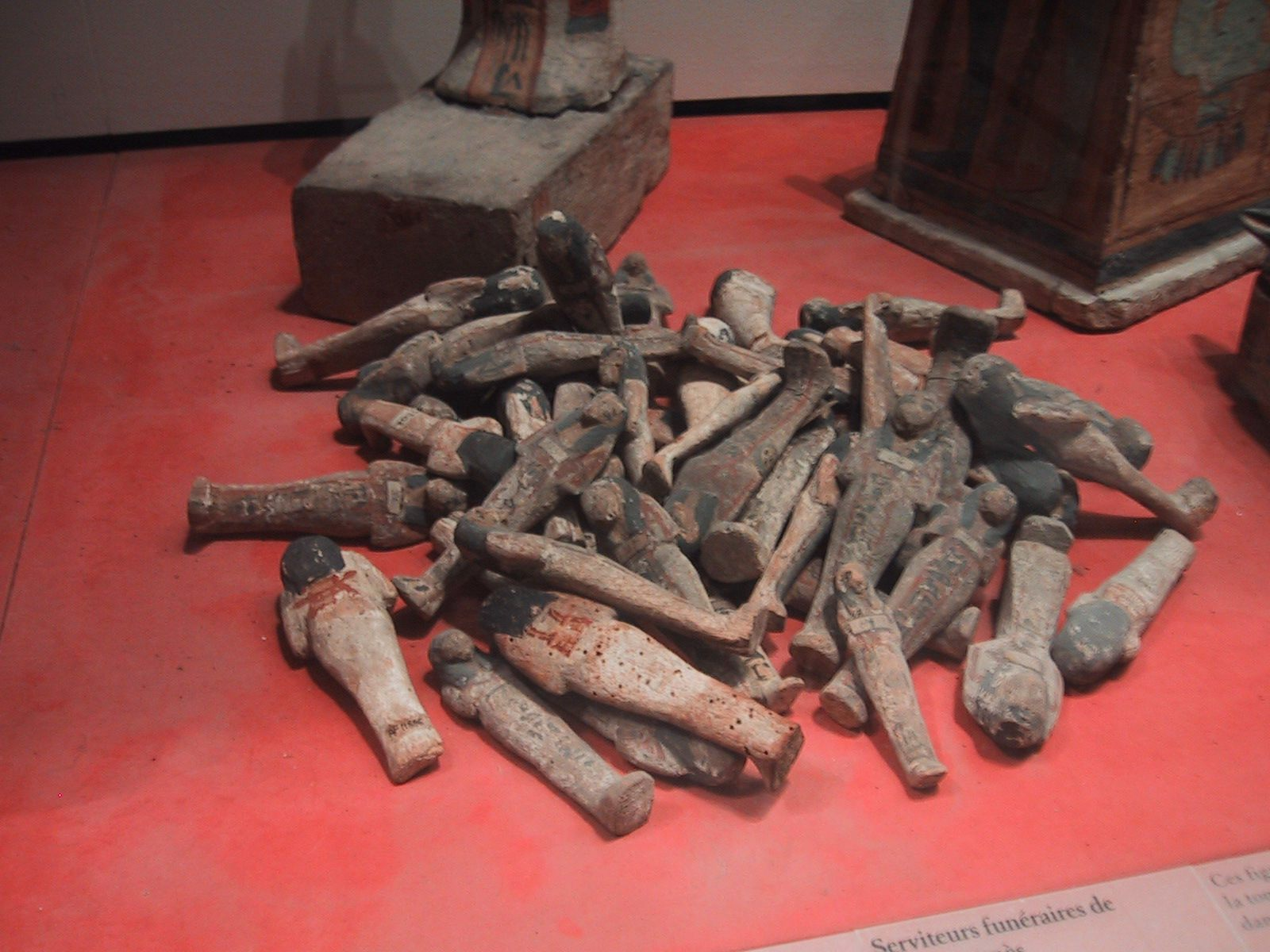

## Geschichte
Die ersten Uschebtis sind seit Beginn des Mittleren Reiches belegt. Früheste Exemplare aus Wachs traten in Sakkara während der Herrschaft von Herakleopolis und in der 11. Dynastie unter Mentuhotep II. in Deir el-Bahari auf. In dieser Zeit scheinen sie vor allem den Toten darzustellen und zu vertreten. Seit spätestens dem Neuen Reich sieht man die Uschebtis als Arbeiter an, denen seit der 19. Dynastie Aufseherfiguren folgen, die nicht in Mumienform ausgeführt sind.
Besonders seit dem Neuen Reich wurden die Uschebtis dem Toten mit ins Grab gegeben. Sie waren häufig mit dem Namen des betreffenden Toten versehen, um während des Totengerichts beim Aufrufen seines Namens für ihn zu antworten und als dessen Stellvertreter zu dienen. Wurde der Verstorbene nun im Jenseits zum Beispiel dazu aufgerufen, die Felder zu besäen oder die Kanäle mit Wasser zu füllen, so sollte der Uschebti antworten: „Hier bin ich“ (6. Kapitel des Totenbuches). Der vollständige Abschnitt lautet: „O ihr Uschebti, wenn ich verpflichtet werde, irgendwelche Arbeit zu leisten, die dort im Totenreich geleistet wird – wenn nämlich ein Mann dort zu seiner (Arbeits)leistung verurteilt wird –, dann verpflichte du dich (zu) dem, was dort getan wird, um die Felder zu bestellen und die Ufer zu bewässern, um den Sand (Dünger) des Ostens und des Westens überzufahren. ‚Ich will es tun. Hier bin ich‘ sollst du sagen.“ Damit der Uschebti die dem Toten aufgetragene Arbeit, insbesondere Feldarbeit, verrichten konnte, wurden ihm in älterer Zeit kleine Modelle der Geräte mitgegeben, die der Uschebti in den Händen hielt. In späterer Zeit wurden die Geräte auf die Figuren gemalt.
Je nach gesellschaftlichem Stand und Vermögen des Toten wurden ihm mehr oder weniger viele Uschebtis mit ins Grab beigegeben. Während es in der 18. Dynastie meist nur einzelne Exemplare waren, konnte die Anzahl in der Spätzeit weitaus höher sein. So fanden sich in mehreren Gräbern beispielsweise 365 dieser Figuren – für jeden Tag des Jahres eine. Ab dem Ende der 18. Dynastie, vom Höhepunkt des Neuen Reiches bis zu den Ptolemäern, wurden sie durch Aufseherfiguren ergänzt, manchmal einer für alle anderen Uschebtis, manchmal einer für 10 Tage. So kam es vor, dass sogar 401 oder 402 Figuren in das Grab gelegt wurden. Der Aufseher hatte zu überwachen, dass der Uschebti die Arbeiten ordnungsgemäß durchführte. Er wurde dafür mit Stock und Peitsche ausgeführt. Pharaonen hatten allerdings in ihren Gräbern teils sogar über 1000 große Uschebtis.
Auch die eher sozial niedrigeren Schichten hatten Uschebtis in ihren Gräbern. Sie waren auch für sie der magische Zugang zu Einfluss in der Totenwelt. Am Ende der Ptolemäer-Herrschaft, um 30 vor Christus, riss die altägyptische Tradition völlig ab und die Uschebtis verschwanden als Grabbeigabe.

## Uschebtikästen

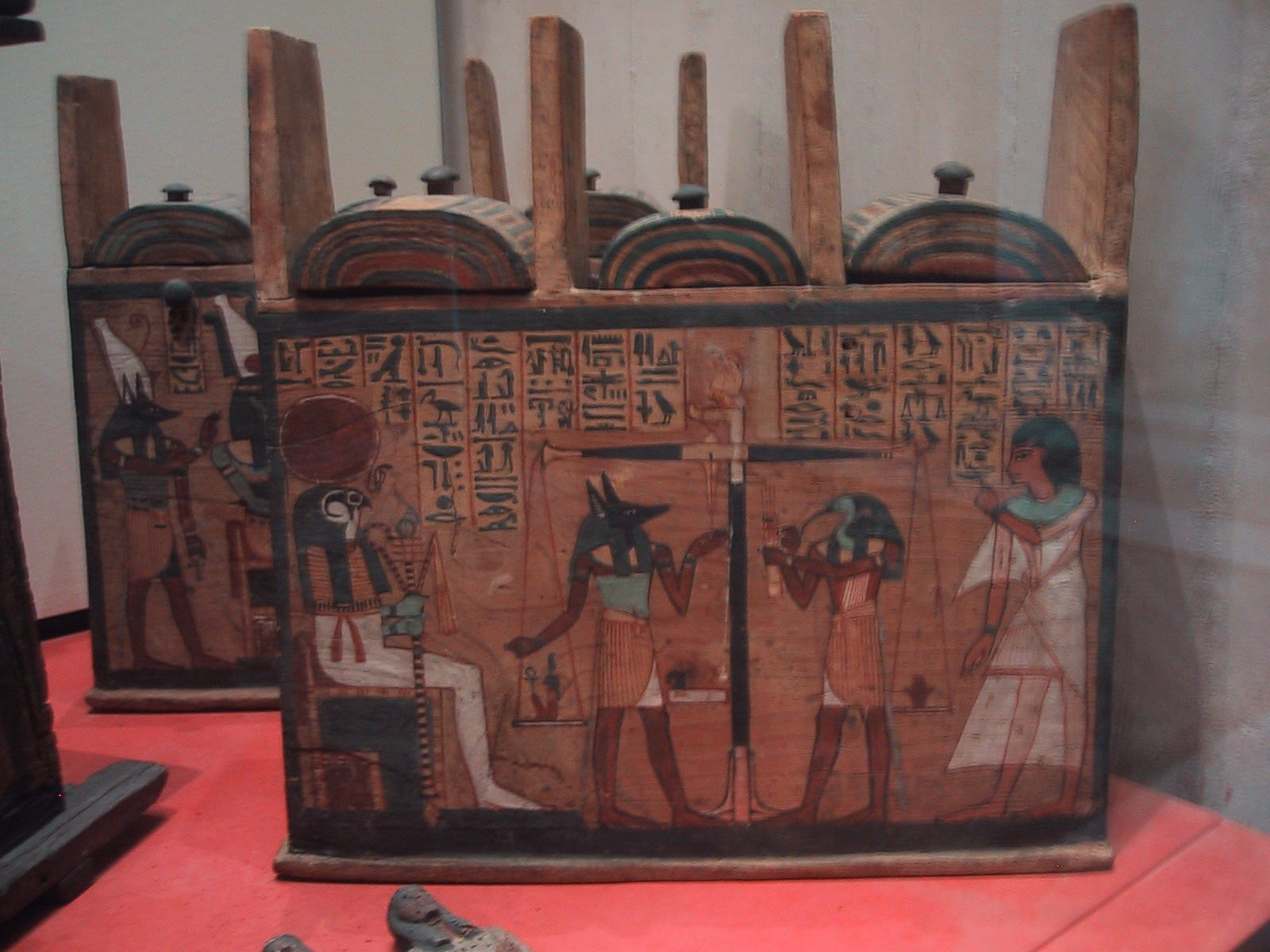
Uschebtikasten

Die sogenannten Uschebtikästen dienten zur Aufbewahrung der Uschebti-Figuren, die den verstorbenen Pharaonen und höheren Beamten mit ins Grab gegeben wurden. Sie sind seit der 18. Dynastie bekannt, werden dann aber vor allem in der 19. Dynastie beliebt. Sie enthalten zunächst nur zwei oder drei Uschebtis, in der Spätzeit können es bis zu 400 sein. Neben den Uschebtikästen, die besonders typisch für Theben sind, wurden in anderen Nekropolen oft auch bemalte und beschriftete Gefäße als Behälter für Uschebtis verwendet.